# Юр'ївська вулиця (Мелітополь)
Юр'ївська вулиця — вулиця в Мелітополі. Починається від Лінійної вулиці, на перехресті з Будівельною вулицею зсувається на 50 метрів і закінчується перехрестям з вулицею Івана Франка.

## Назва
Назва вулиці пов'язана з історичною місцевістю Юрівка, через який вона проходить.

## Історія
Перша відома згадка вулиці датується 20 грудня 1946 року. Тоді вулиця називалась вулицею Раскової, на честь Марини Раскової, радянської льотчиці, уповноваженої особливого відділу НКВС.
В 2016 року в ході декомунізації вулиця була перейменована на Юр'ївську вулицю.
7 квітня 2023 року, під час Російського вторгнення в Україну, російська окупаційна влада Мелітополя видала наказ про повернення вулиці імені Раскової.